# ملفين هوشستر
ملفين هوشستر (بالإنجليزية: Melvin Hochster)‏ (و. 1943  م) هو رياضياتي، وأستاذ جامعي أمريكي، ولد في بروكلين، هو عضوٌ في الأكاديمية الوطنية للعلوم، والأكاديمية الأمريكية للفنون والعلوم.

## التعليم
تعلم في جامعة هارفارد، وتعلم في جامعة برنستون، وتعلم في ثانوية ستايفسنت ‏
.

## جوائز
حصل على جوائز منها:
- Cole Prize in Algebra  [لغات أخرى]‏ (1980)
- زمالة غوغنهايم